# Kostel svatého Františka z Pauly (Albrechtice)
Římskokatolický filiální kostel svatého Františka z Pauly v obci Albrechtice v Jizerských horách je pozdně barokní sakrální stavba jižně od silnice. Od roku 1971 je kostel chráněn jako kulturní památka.

## Historie

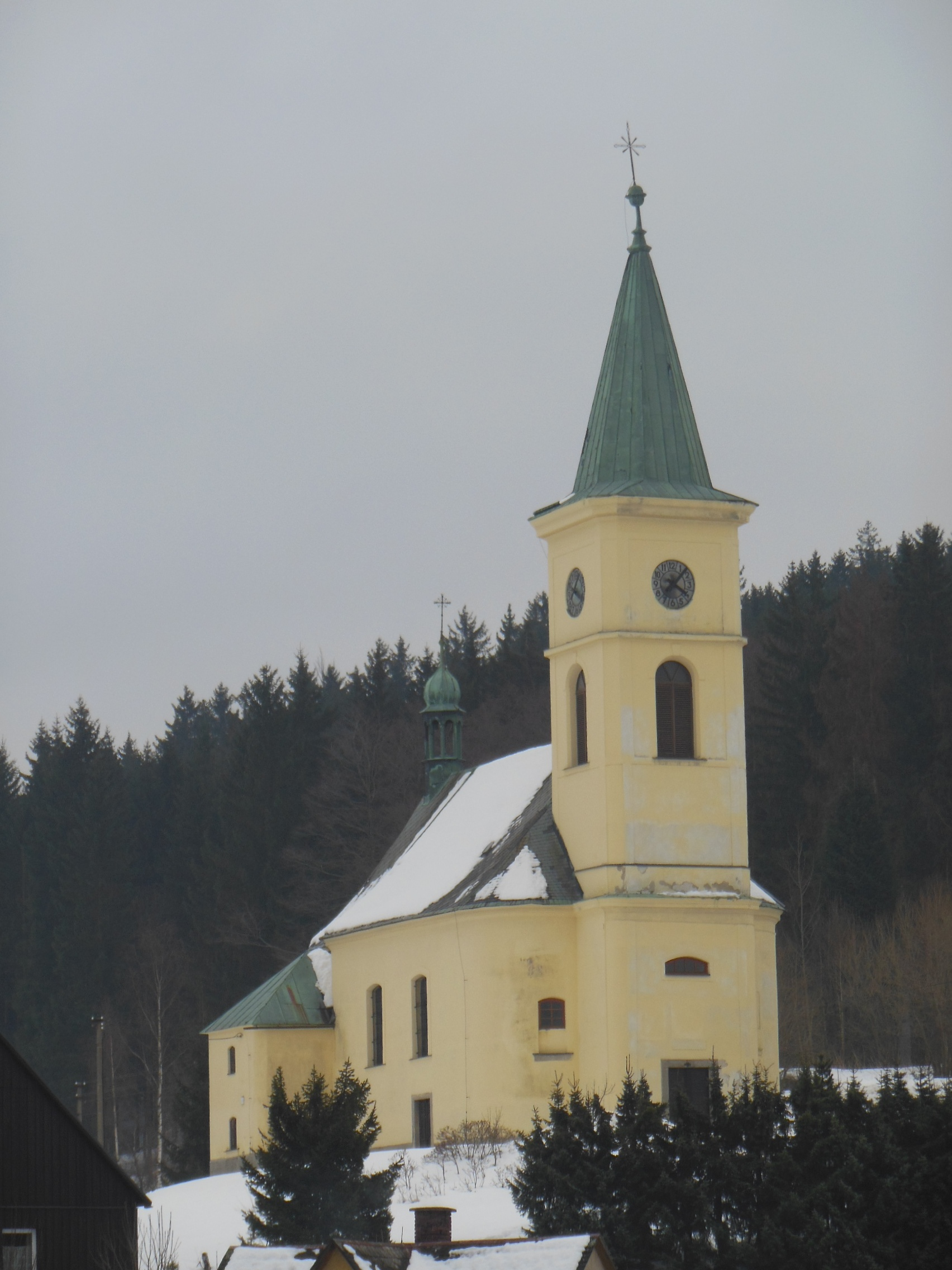
Západní strana s věží

Kostel, původně zasvěcen sv. Vavřinci, byl vybudován v letech 1779–1784. Zasvěcení kostela bylo změněno na popud hraběte Desfours. Dnes je kostel zasvěcen zakladateli řádu nejmenších bratrů (paulánů) sv. Františku de Paula. Kostel byl upravován v 19. století. V roce 1889 byla upravena a zvýšena věž. Kostel je opraven a ve 21. století dobře udržován.
Duchovní správci kostela jsou uvedeni na stránce: Římskokatolická farnost Albrechtice v Jizerských horách.

## Architektura
Jedná se o jednolodní, obdélnou stavbu se zaoblenými nárožími s obdélným polokruhově ukončeným presbytářem. Na severní stráně má obdélnou sakristii s oratoří v patře. V západním průčelí se nachází hranolová věž. Věž má lizénové rámce a obdélný portál. Boční fasády mají plastické rámce tvaru zkoseného obdélníka a obdélná segmentem ukončená okna.
Presbytář má valenou klenbu s lunetami. Loď má plochý strop s fabionem. Sakristie je sklenuta valenou klenbou s lunetami. Podvěží má křížovou klenbu. V presbytáři i lodi kostela je bohatá pseudobarokní štukatura na klenbě a na stěnách.

## Zařízení
Hlavní oltář je rokokový, rámový. Jsou na něm dřevořezby sv. Václava a sv. Víta z konce 18. století. Dále je na hlavním oltáři obraz sv. Františka de Paula. Kazatelna je rokoková a pochází z konce 18. století. Na rokokové kazatelně z 18. století je reliéf rybolovu. Křtitelnice je klasicistní z období kolem roku 1800. Dva boční oltáře pocházejí z roku 1903. Na vedlejších oltářích je obraz sv. Vavřince z roku 1883 od F. Maischaidera a socha Panny Marie. Zvon pochází ze 17. století a byl sem přenesen v roce 1784 z Mladé Boleslavi.